# Centre de semi-liberté de Gagny
Le centre de semi-liberté de Gagny est un centre de semi-liberté français pour hommes située dans le département de la Seine-Saint-Denis en région Île-de-France. C'est l'un des onze centres de semi-liberté en France.

## Histoire
Construit en 1975, le bâtiment est un ancien immeuble du Service de la protection judiciaire de la jeunesse qui a été reconverti en 1986. Il a vocation à accueillir des personnes condamnées à moins de deux ans de prison ou en fin de peine, sur le mode de la semi-liberté: dehors le jour et les jours fériés, dedans la nuit.  
L’édifice comporte quatre niveaux : un sous-sol où sont entreposées les archives, un rez-de-chaussée, qui comporte l’ensemble des parties communes, trois étages dédiés à la détention.

## Administration
Conçu pour accueillir 48 prisonniers dans 48 cellules, le centre accueille 25 agents et 129 détenus en 2017. Moins onéreux qu'un centre fermé, en termes de surveillance et de prise en charge, il permet également une meilleure réinsertion: moins d'un tiers des détenus « replongent » à la sortie; sur environ 300 mouvements d'entrée et de sortie en 2012 dans l'établissement, seuls 4 personnes se sont évadées.
En 2009, 60 % des détenus sont âgés de moins de 29 ans.